# وحوش مسعى التنين
وحوش مسعى التنين (ドラゴンクエストモンスターズ دوراغون كويستو مانستازو) كما تعرف في اليابان أو وحوش محارب التنين (بالإنجليزية: Dragon Warrior Monsters) في الولايات المتحدة، هي سلسلة فرعية من ألعاب مسعى التنين. تنشرها سكوير إنكس (إنكس سابقًا)، وتضع اللاعب داخل عالم خيالي من العصور الوسطى مليء بالسحر والوحوش والفرسان. على عكس ألعاب السلسلة الأصلية، لا يقوم اللاعب بأي قتال في اللعبة؛ بدلاً من ذلك فإنه يعتمد على أسر وتربية وتغذية الوحوش لتقاتل بدلاً منه. هذه المبدأ آتٍ من مسعى التنين 5. تصميم الشخصيات والوحوش للمصمم أكيرا تورياما مؤلف سلسلة دراغون بول. السلسلة تتوفر على عدة منصات ألعاب محمولة وكل لعبة تلقت تقييمات إيجابية من النقاد. بعد ظهور السلسلة في الولايات المتحدة، سماها النقاد «نسخة بوكيمون».

## وصلات خارجية
- (باليابانية)
- (باليابانية)
- وحوش مسعى التنين على موبي غيمز (بالإنجليزية)